# Eugène Pierre (homme politique)
Pour les articles homonymes, voir Eugène Pierre et Pierre.
Eugène Pierre, né le 26 novembre 1864 à Marseille et mort dans cette même ville le 10 décembre 1937, est un avocat et homme politique français qui fut maire de Marseille de 1914 à 1919.

## Biographie
Le père d'Eugène Pierre était  fabricant de tuiles au quartier de Saint-Henri. Après des études au lycée Thiers et à la faculté de droit de Paris, il s’inscrit au barreau de cette ville. De retour à Marseille, il enseigne le droit à la faculté.
En 1894 il se lance dans la politique et se présente comme modéré dans le quartier ouvrier de la Belle-de-Mai où il est battu face au socialiste Bernard Cadenat. Il rejoint l’équipe d’Amable Chanot et devient conseiller municipal en 1900. De 1901 à 1904 il sera président de la société d’études économiques de Marseille. 
Pratiquant l'alpinisme, Eugène Pierre sera Président de la section Provence du Club alpin français de 1906 à 1909.
Il devient premier adjoint d'Amable Chanot en 1912 et lui succède en 1914 lorsque ce dernier, battu aux législatives face au socialiste Bernard Cadenat, démissionne. Il sera alors maire du 18 janvier 1914 au 9 décembre 1919 soit pendant toute la tragique période de la Première Guerre mondiale. Il aura à faire face aux difficiles problèmes de l’alimentation d’une population en constante augmentation.
En 1920 il sera conseiller général du quartier de la Plaine du 8e canton puis député en 1932. Battu en 1936 par Henri Ponsar, il se retire de la vie politique.
Il meurt le 10 décembre 1937. La ville de Marseille a donné son nom à une rue du 5e arrondissement de Marseille.

## Décorations
Les Alliés, en reconnaissance des services rendus pendant la Première Guerre mondiale lui décernèrent de nombreuses décorations.
- Chevalier de la Légion d'honneur
- Commandeur de l'ordre de l'Empire britannique
- Commandeur de l'ordre de la Couronne d'Italie
- Commandeur de l'Ordre de l'Aigle blanc (Serbie)
- Commandeur de l'ordre de Georges Ier (Grèce)